# 夕張鉄道
夕張鉄道（ゆうばりてつどう）は、北海道夕張市に本社を置く企業。夕鉄バスの名称で夕張市や江別市でバス事業等を行う。
かつては鉄道路線である夕張鉄道線を有していたが、1974年に親会社の北海道炭礦汽船に路線を譲渡（鉄道路線は翌1975年に廃止）した。その経緯もあり、当会社の労働組合は私鉄総連傘下となっている。

## 事業内容

### 鉄道

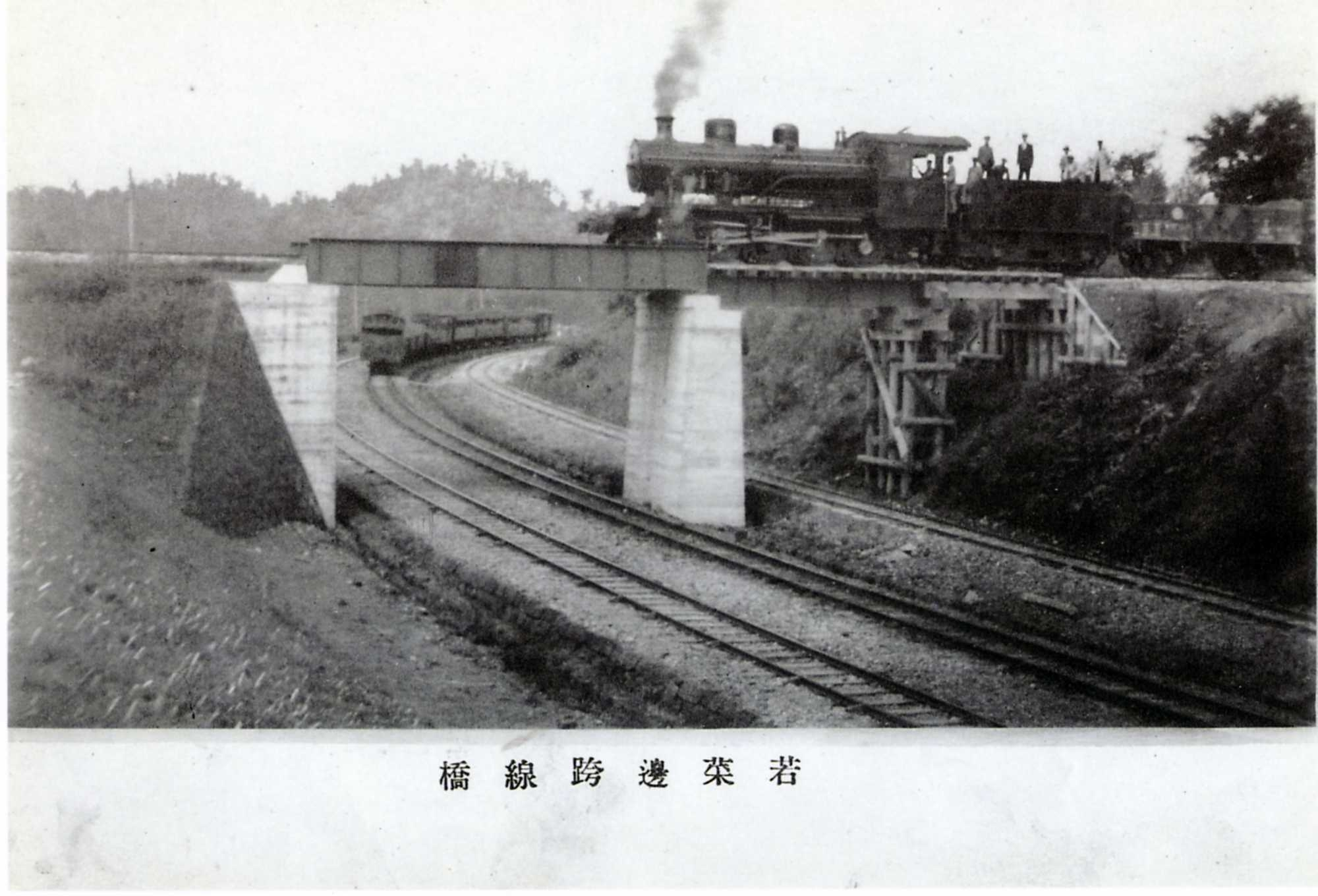
開業当時の若菜辺跨線橋を行く11形

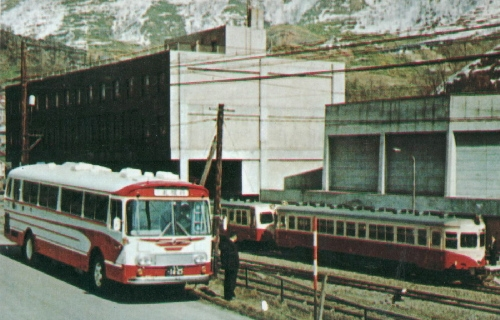
日産UD車と夕張本町駅

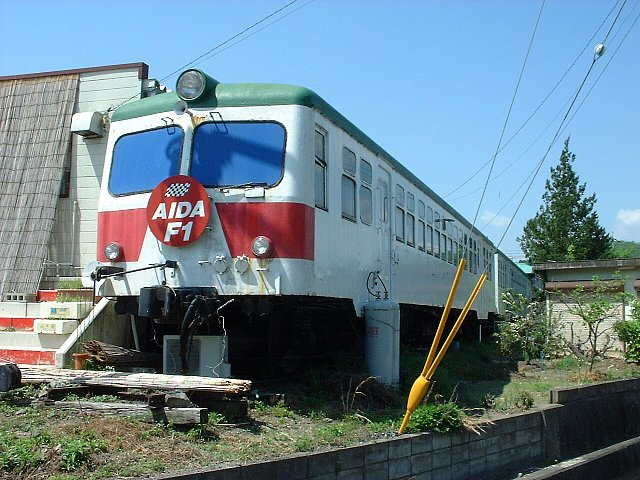
岡山臨港鉄道廃線後に岡山県美作市でかつて保存されていた頃の元夕張鉄道キハ252、キハ253

夕張鉄道は、北海道炭礦汽船（北炭。以前の北海道炭礦鉄道）が同社の事業用資材や石炭を輸送する目的で1924年（大正13年）に設立された。
1926年（大正15年）に開業した夕張鉄道線では旅客サービスにも力を入れ、1952年（昭和27年）に気動車を導入、さらに翌年には北海道初の液体式気動車を導入した。1961年（昭和36年）には日本国有鉄道（国鉄）の準急夕張に対抗して急行列車を運行した。気動車による札幌駅までの直通運転を計画し、当時の国鉄に気動車の寄付を前提に札幌への乗り入れを要請するも、国鉄に断られた逸話も残されている。また、錦沢駅に開設した錦沢遊園地は、夕張随一の行楽地として賑わった。
1962年（昭和37年）頃より、石炭産業の衰退により沿線の炭礦で合理化や閉山が進み、貨物輸送が減り始めた。加えてバス路線の整備やマイカーの普及、閉山による人口の減少に伴い旅客輸送も激減し、1971年（昭和46年）11月には鹿ノ谷 - 夕張本町間の鉄道営業と鹿ノ谷 - 栗山間の旅客営業を廃止した。残された野幌 - 栗山間も1974年（昭和49年）3月末をもって旅客営業を休止し、親会社の北海道炭礦汽船に譲渡した。夕張鉄道線は1975年（昭和50年）3月末、沿線で最後まで操業していた北炭平和炭鉱の閉山に伴い、全線が廃止された。

### バス
バス路線は鉄道の培養路線として1952年（昭和27年）夕張 - 栗山間で運行開始、その後上江別（後北海鋼機前）・札幌大通間を開業、鉄道とバスの複合輸送により札幌乗り入れを実現した。1963年（昭和38年）には夕張市内各線や札幌急行線を運行する夕張バス株式会社を吸収合併し、急行岩見沢線等を開業。以降、鉄道旅客のバスへの転換が進んだ。一時期は夕張・江別市内でハイヤー・タクシー事業にも進出し、千歳バス（千歳相互観光バスの前身）や支笏湖観光バス、新星札幌バスとも関係が深かった。

## 沿革
- 1924年（大正13年）1月19日 - 夕張鉄道設立。
- 1926年（大正15年）10月14日 - 夕張鉄道線栗山 - 新夕張（後の夕張本町）間開業。
- 1930年（昭和5年）11月3日 - 夕張鉄道線野幌 - 栗山間開業。
- 1950年（昭和25年）4月1日 - 夕張乗合自動車（後の夕張バス）設立。
- 1952年（昭和27年）8月1日 - 夕張・栗山間一般乗合旅客自動車営業開始。
- 1956年（昭和31年）9月20日 - 江別・札幌間一般乗合旅客自動車営業開始。
- 1963年（昭和38年）10月1日 - 夕張バスを夕張鉄道に吸収合併。
- 1971年（昭和46年）11月15日 - 夕張鉄道線 鹿ノ谷 - 夕張本町間廃止、栗山 - 鹿ノ谷間の旅客営業廃止。
- 1974年（昭和49年）4月1日 - 夕張鉄道線全線で旅客営業休止。同線を北海道炭礦汽船に譲渡。
- 1989年（平成元年）9月11日 - 夕張市若菜に、従来の若菜ターミナルに代わって夕鉄本社ターミナルを設置。
  - このころ、札幌急行線利用者にターミナル併設の駐車場を提供するサービスを開始（パーク&ライド）。
- 2007年（平成19年）5月1日 - 石炭歴史村バスターミナルへの乗り入れ廃止、起終点を「社光」に一本化。
- 2010年（平成22年）4月1日 - 夕張市の中学校統合に伴い、市内路線を再編。
- 2023年（令和5年）10月1日 - 札幌急行線、札幌線の夕張市内 - 栗山駅 - 南幌間を廃止[3]。

## 事業所
本社・夕張営業所・夕鉄本社ターミナル
北海道夕張市若菜2-19
乗り場、窓口を設置。夕鉄旅行センター夕張営業所を併設する。

2023年10月1日より北海道中央バスが運行する「高速ゆうばり号」（札幌駅前ターミナル～高速～栗山駅～レースイリゾート）が夕鉄本社ターミナルへの乗り入れを開始した。
野幌営業所・野幌ターミナル
北海道江別市東野幌12-4
乗り場、窓口を設置。夕鉄旅行センター江別営業所を併設する。列車とバスを中継したかつての北海鋼機前駅が前身。

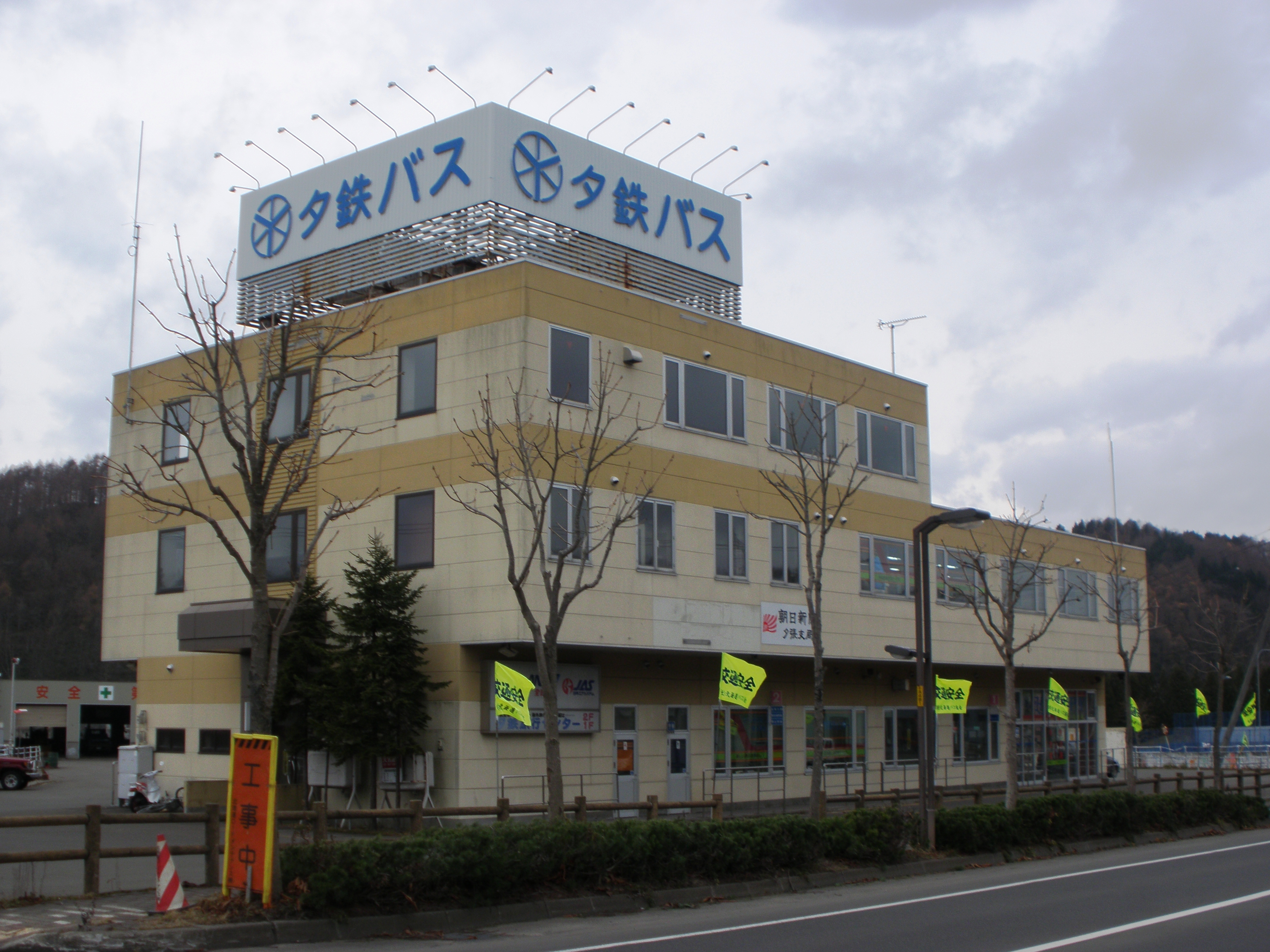
本社・夕張営業所・夕鉄本社ターミナル
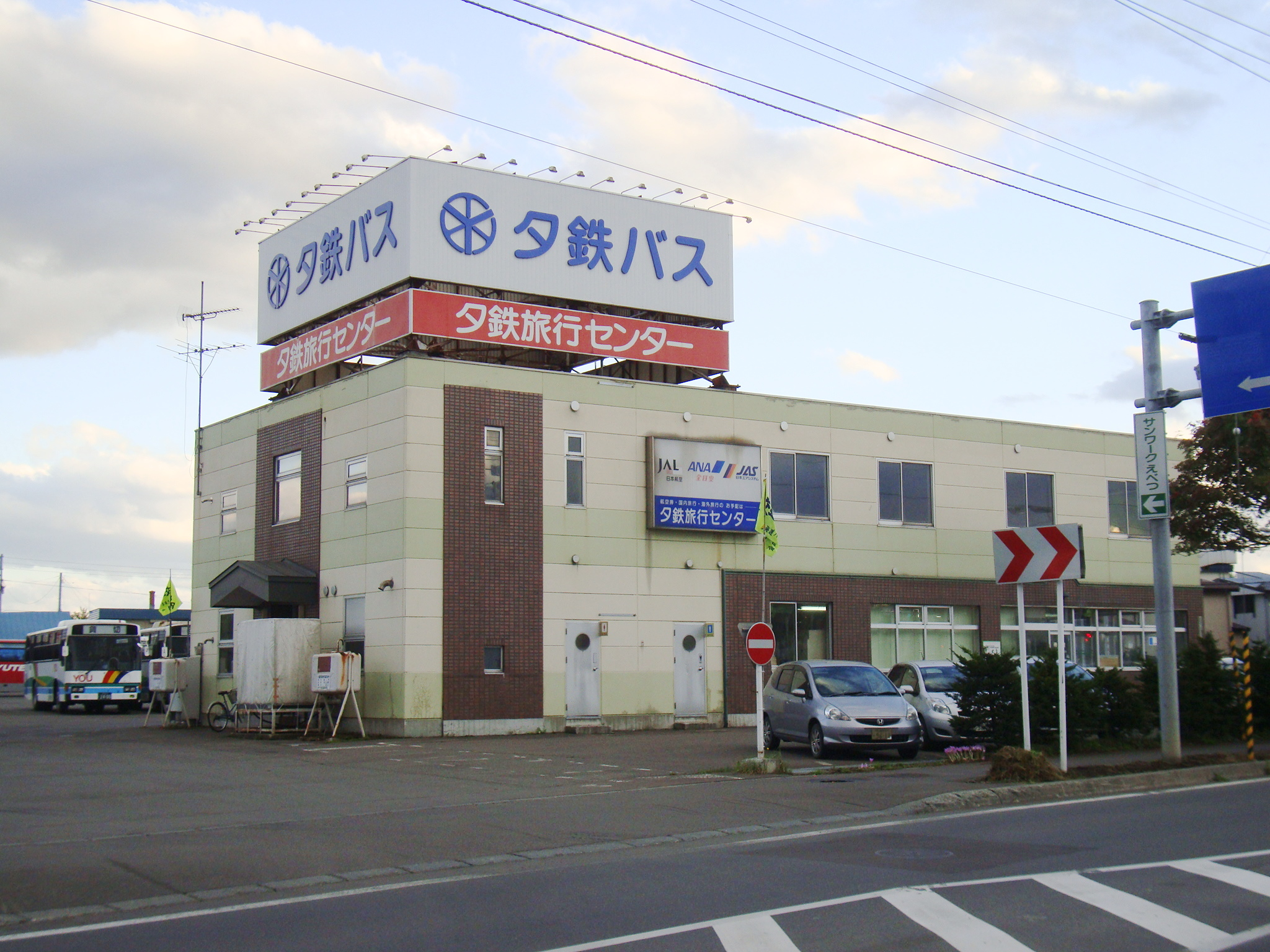
野幌営業所・野幌ターミナル

## バス事業
| 停留所例 |  | 停留所例 |
| 停留所例 |  |          |

### 路線バス
路線バス車両は2017年（平成29年）3月31日現在で25台保有する。
2012年（平成24年）、夕張市の支援要請を受けて東京都交通局（都営バス）で運行していた1999年（平成11年）製のノンステップバス1台を譲受。
2018年（平成30年）11月、北海道旅客鉄道（JR北海道）石勝線夕張支線の廃止に伴う代替バス運行に向けた動きとして、夕張市がJR北海道から受けた支援金を活用し、市の全額補助によって新車のノンステップバス3台を導入。都営バスから譲受した車両は老朽廃車となった。
2023年（令和5年）10月1日の改正で、札幌急行線と、札幌線のうち、夕張市内 - 栗山駅 - 南幌間が廃止され、夕張市内線と南幌 - 新さっぽろ駅間の路線で路線網が2つのエリアに分かれた形となった。
路線は2023年（令和5年）10月1日現在。

#### 夕張市内
夕張市内の路線は石炭歴史村・社光から市中心部・本社ターミナル・清水沢を経由し南部、真谷地、登川などへ運行していたが、2010年4月より、小中学校統合を機に小中学校が置かれる清水沢地区を基点とした本町線、富野線、南部線、真谷地経由登川線、滝の上線に再編された。これに加えて市外へ向かう札幌急行線と札幌線（南部線直通）が運行された。その後利用者減少等により、南部線などの枝線系統を廃止しデマンドタクシー等に転換している。
2019年（平成31年）4月1日のJR北海道石勝線夕張支線廃止によるバス代行開始に伴い本町線（社光 - 本社ターミナル - 清水沢・清陵町循環線）を廃止し経路等を変更した夕張市内線となる。2020年（令和2年）3月1日より清水沢地区に交通拠点等複合施設が開設され、同日より「りすた（複合施設名称）」に乗り入れ。周辺経路の変更により「中学校前」と「南清水沢（旧・南清水沢駅前）」を廃止した。

##### 夕張市内線
- 新夕張駅前 - 沼ノ沢（旧・沼の沢駅前） - 夕張農協前 - 夕張高校 - りすた - 公設市場前 - 清陵町 - ゆうばり小学校 - 宮前町 - 清水沢3丁目（旧・清水沢駅前） - 幸福の黄色いハンカチ思い出ひろば入口 - 夕張市立診療所 - 本社ターミナル - 鹿ノ谷郵便局・夕張鹿鳴館入口（旧・鹿の谷駅前） - 夕張郵便局 - レースイリゾート（旧夕張駅最寄） - 本町4丁目・夕張市役所 - ホテルシューパロ - 夕張市石炭博物館

夕張市石炭博物館発新夕張駅前行早朝便は清陵町を経由せず宮前町からりすたへ直行する。
2023年（令和5年）10月1日改正時点では10往復が運行されている。それ以前は、栗山・新さっぽろ方面などの他路線と市内線区間便の乗り継ぎも含め10往復が確保されていた。

##### 富野線
- 二岐橋→富野→錦沢入口→本社ターミナル→幸せの黄色いハンカチ思い出ひろば入口→清水沢3丁目→南支所前→ゆうばり小学校→清陵町→公設市場前→夕張高校→りすた

学校登校日のみ運行。

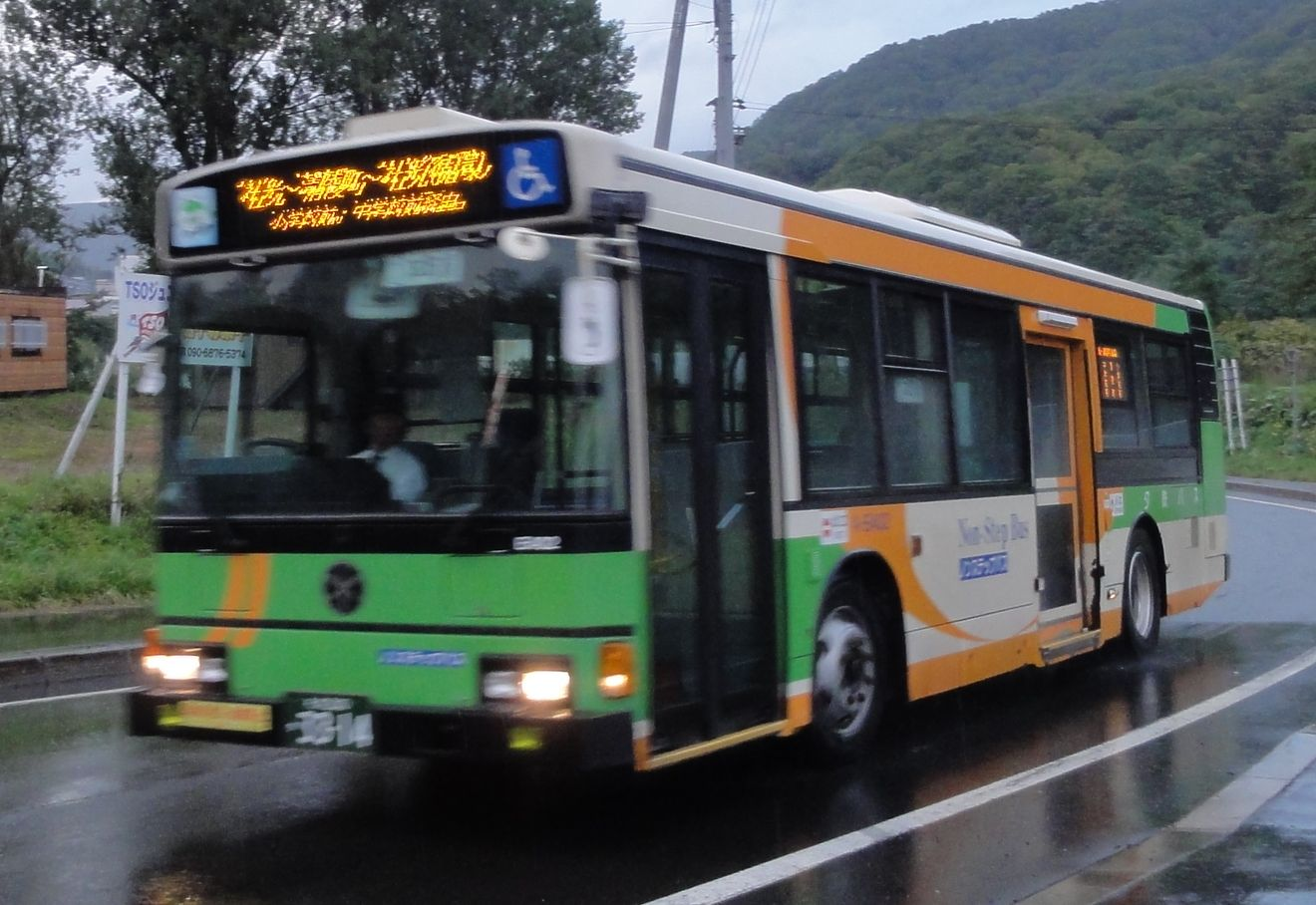
本町線（元・都営バス、夕張鉄道初のノンステップバス）
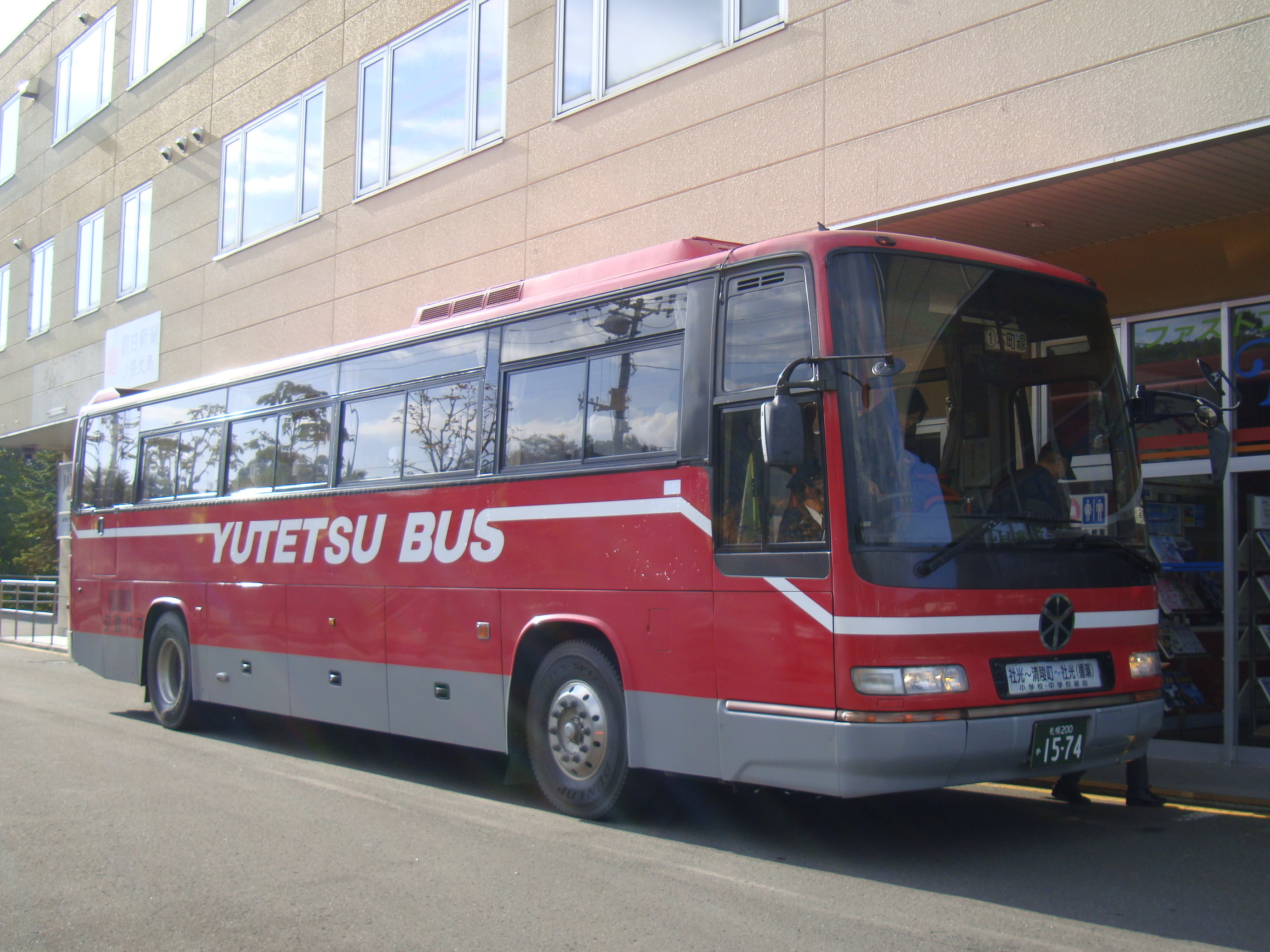
札幌急行線車両で運用される本町線
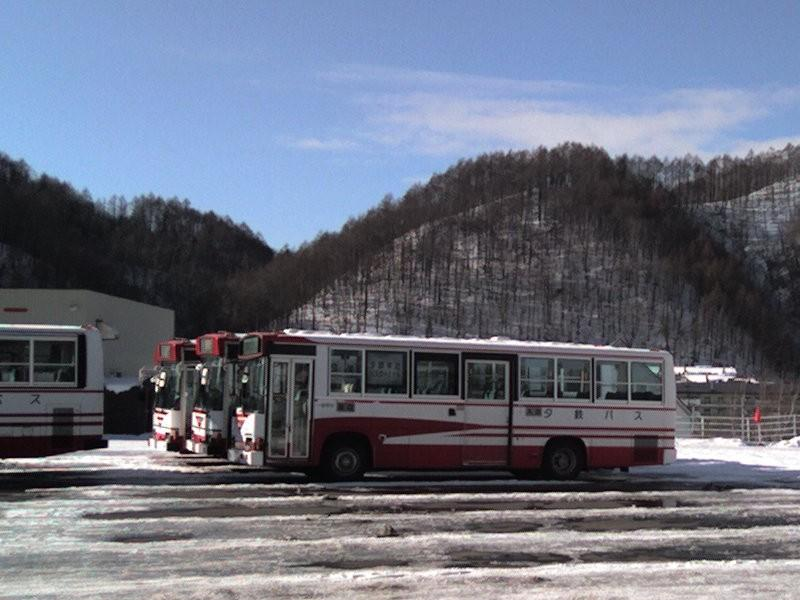
本社ターミナルで並ぶ旧塗装車（2007年1月）
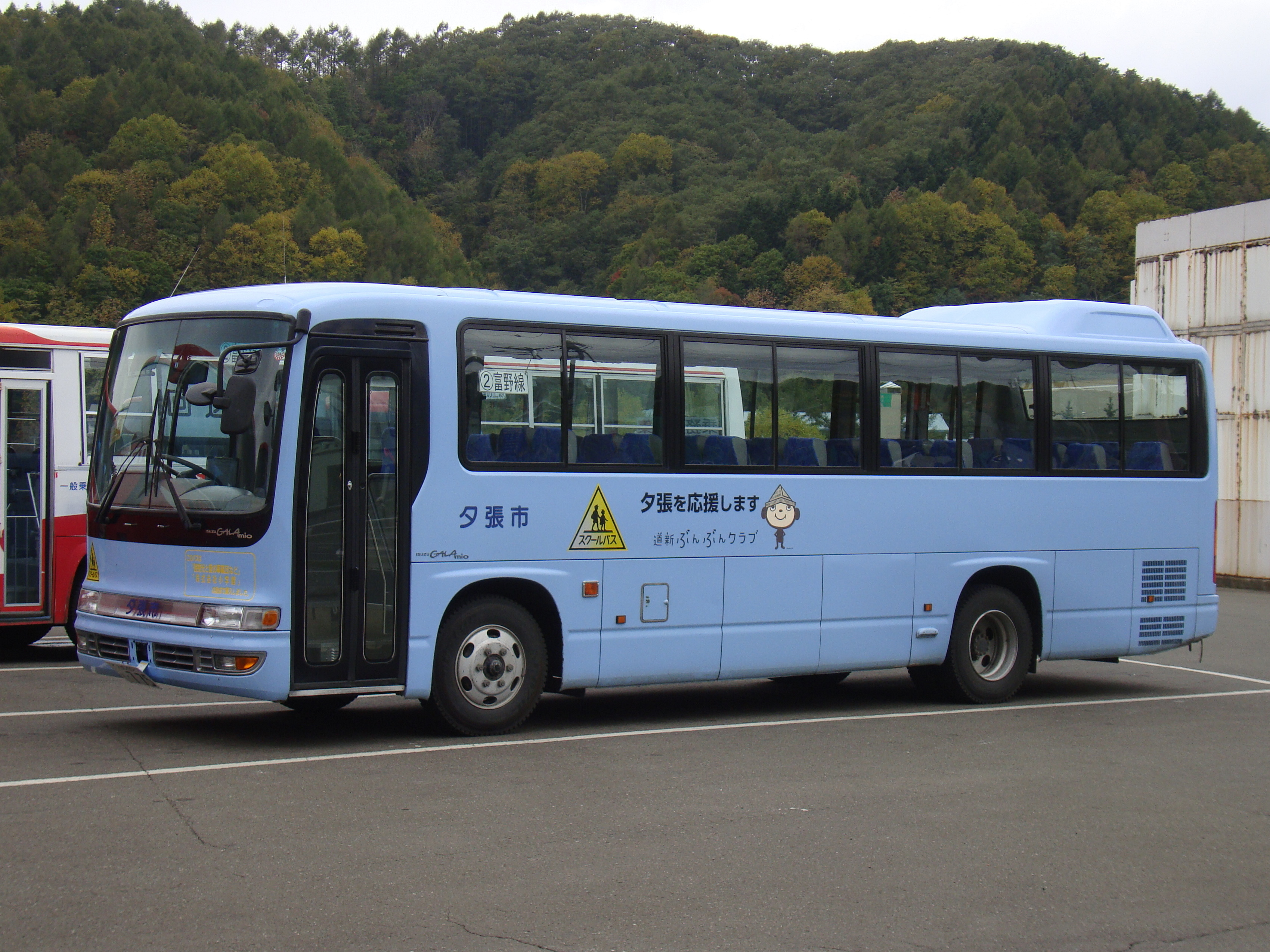
通学時間帯に路線バスがない地域向けなどで使われるスクールバス（画像は富野線を掲示）

#### 南幌・江別・札幌方面
江別市では夕張鉄道のほかジェイ・アール北海道バス（空知線）と北海道中央バス（江別営業所）も運行しており、経路等の重複や人口が増加しているもののバス路線が空白の地区が見られていた。これを適正化すべく路線再編が順次進められ、夕張鉄道関連は2019年（平成31年）4月1日より札幌線（あけぼの団地系統）がバス路線空白地区を埋める経路に変更された。

##### 札幌線

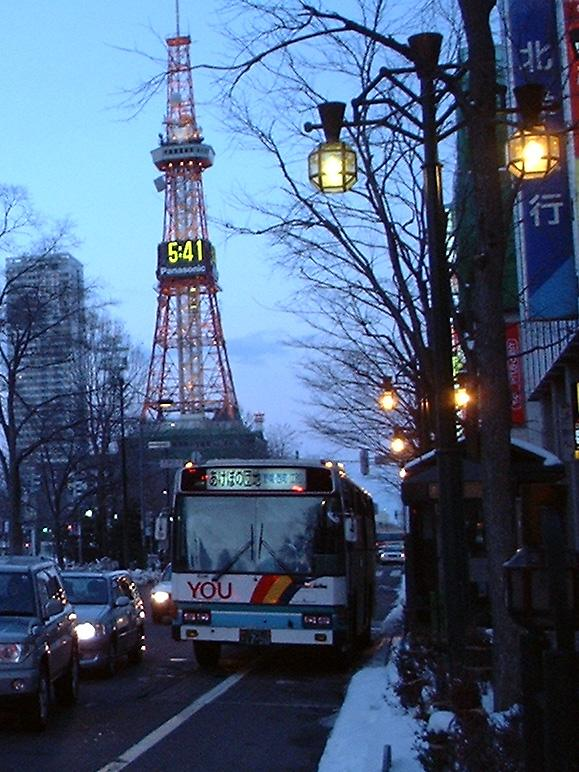
移転前の札幌大通バス停

とわの森三愛高校 - 文京台入口 - 新さっぽろ駅間「とわの森三愛高校 - 大麻駅南口 - 文京台入口 - 厚別東小学校（旧・野幌森林公園入口） - 厚別東4条4丁目 - 厚別中央2条6丁目 - 新さっぽろ駅」共通経路。
あけぼの団地発と南幌行の土休日一部便は札幌大通（西3丁目）発着（新さっぽろ駅以遠、東商業高校 - 白石神社 - 東橋 - サッポロファクトリー - 時計台前 - 札幌大通）で運行。
「札幌大通」停留所は、2023年10月1日に、南大通沿いから西2丁目通沿いに移設された。

###### 南幌（札幌代行線）
- 南幌東町 - 南幌ビューロー - 南幌中学校前 - 晩翠 - 南幌温泉前 - あけぼの団地 - 東光町・江別駅前・上江別西町経由/早苗別・江別駅前・一中前経由 - 5丁目通 - 高砂駅前 - 野幌バスターミナル - 野幌駅南口 - 酪農学園大学（国道）経由/酪農学園大学（構内）経由 - とわの森三愛高校 - 新さっぽろ駅

南幌発一部便は、晩翠より南幌温泉入口→下の月→上江別南町入口を短絡し5丁目通へ至る。

###### あけぼの団地
- あけぼの団地昭光福祉会 - あけぼの団地 - 東光町 - 江別駅前 - 上江別西町 - 5丁目通 - 高砂駅前 - 野幌バスターミナル - 北炭団地 - 東野幌本町 - 野幌駅南口 - 野幌若葉町 - 酪農学園大学（構内） - とわの森三愛高校 - 新さっぽろ駅

あけぼの団地発早朝便は、野幌バスターミナル - とわの森三愛高校間で東野幌本町・野幌若葉町を経由しない旧経路（酪農学園大学（国道）経由）で運行。

###### 文京台（文京台線）
- （文京台地区） - 南町中央 - 学院大正門前 - 文京台入口 - 新さっぽろ駅

文京台地区は、新さっぽろ駅前行は文京台南町始発・文京通西経由、新さっぽろ駅前発は文京台南町経由・文京通西行で運行。

#### その他
- 南幌町の町内循環バスの運行を請け負う[18]。

#### 主な休廃止路線
岩見沢急行線
- 石炭歴史村・本社ターミナル - 栗山駅前 - 岩見沢駅前

北海道中央バスと相互乗り入れ。1993年6月1日の改正にて廃止。現在は北海道中央バスが単独運行している。北海道中央バス岩見沢営業所も参照。
大夕張線
- 石炭歴史村・本社ターミナル - 清水沢駅前 - 南部 - 大夕張

大夕張地区からの住民移転に伴い1998年に路線廃止（南部折り返しに短縮、その後清水沢 - 南部間も後述の通り廃止）。同地区には美鉄バスも乗り入れていた。
滝の上線
- 中学校前 - 南清水沢駅前 - 宮前町 - 小学校前 - 清陵町 - 沼の沢552番地 - 沼の沢駅前 - 新夕張駅前 - 夕張インター入口 - 十三里駅前 - 滝の上駅前・オソウシ入口

学校登校日のみ運行。利用者減少等により2017年（平成29年）4月1日改正で廃止。同年10月1日より、夕張市による、同地区の居住者を対象としたタクシー乗車料金補助制度が設定されている。
南部線
- 清水沢駅前 - （南支所前→小学校前→清陵町→夕張高校正門前→中学校前→南清水沢駅前） - 市民健康広場 - 遠幌 - 幌南町 - 新光町 - 南部

清水沢駅前 - 市民健康広場間の括弧内は往復とも同方向に運行。南部線としては清水沢駅前発のみ運行していたが2016年（平成28年）10月1日より運休。2017年（平成29年）10月1日改正で、他系統直通も含め同区間のバスをすべて廃止。代替としてデマンド交通（乗合タクシー）が設定される。
登川線

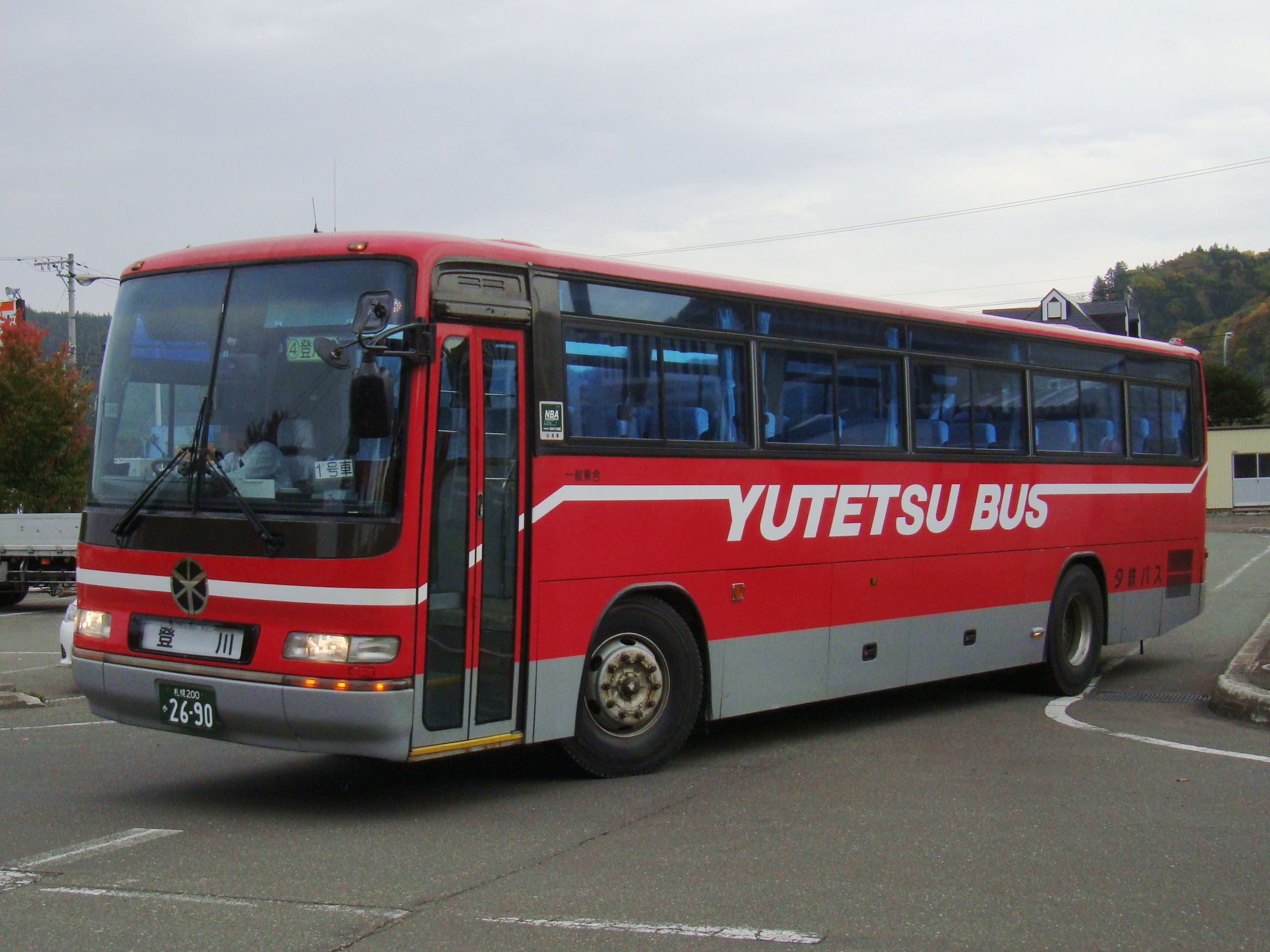
新夕張駅前を出発する登川線

- 清陵町 - 小学校前 - 宮前町 - 南清水沢駅前 - 中学校前 - 夕張高校正門前 - 熊の沢 - 沼の沢駅前 - 真谷地市街 - 新夕張駅前 - 楓市街 - 楓駅前 - 登川

2017年（平成29年）10月1日改正で廃止。代替として、真谷地地区にはデマンド交通（上記の「南部線」廃止区間と併せて）、登川地区にはタクシー乗車料金補助制度（上記の「滝の上線」廃止区間と同様）が設定される。
新千歳空港線
- ホテルシューパロ・レースイリゾート・末広1丁目・本社ターミナル・由仁東栄 - 千歳駅・新千歳空港

北海道中央バスと共同で、概ね12月上旬から3月下旬まで運行していた。2017年 - 2018年の冬季より運行を行わず廃止されている。
江別線
- 中の月 - 下の月 - ゆめみ野 - 早苗別 - 江別駅南口 - 市立病院前 - 4番通5丁目 - 市役所通 - 高砂駅前 - 江別高校 - 北炭団地 - 野幌バスターミナル - 野幌駅南口→若葉小学校前→2号線→緑ヶ丘南→東野幌本町→野幌駅南口

下の月駅廃止による代替として1975年（昭和50年）開設。延伸する形で1987年（昭和62年）に野幌 - 若葉町循環区間を開設。若葉町循環区間は1996年（平成8年）には最大15便設定されたがその後は徐々に減便。2016年（平成28年）4月以降は中の月→野幌駅南口→若葉町→野幌駅南口を土曜・休日に1便のみ運行。江別市による交通再編計画では対象外路線であったが、これによらず採算性や乗務員不足を理由に廃止したい意向を表明した。
2019年（平成31年/令和元年）4月中旬から5月中旬までの運行日16日間で行った乗降調査では乗客なしの日が半数以上となった。運行継続、札幌線既存系統を江別線の代替として変更、他社による運行、いずれも困難であることから、同年6月26日の協議会で廃止が了承され、同年10月1日付で廃止（最終運行は9月29日）となった。

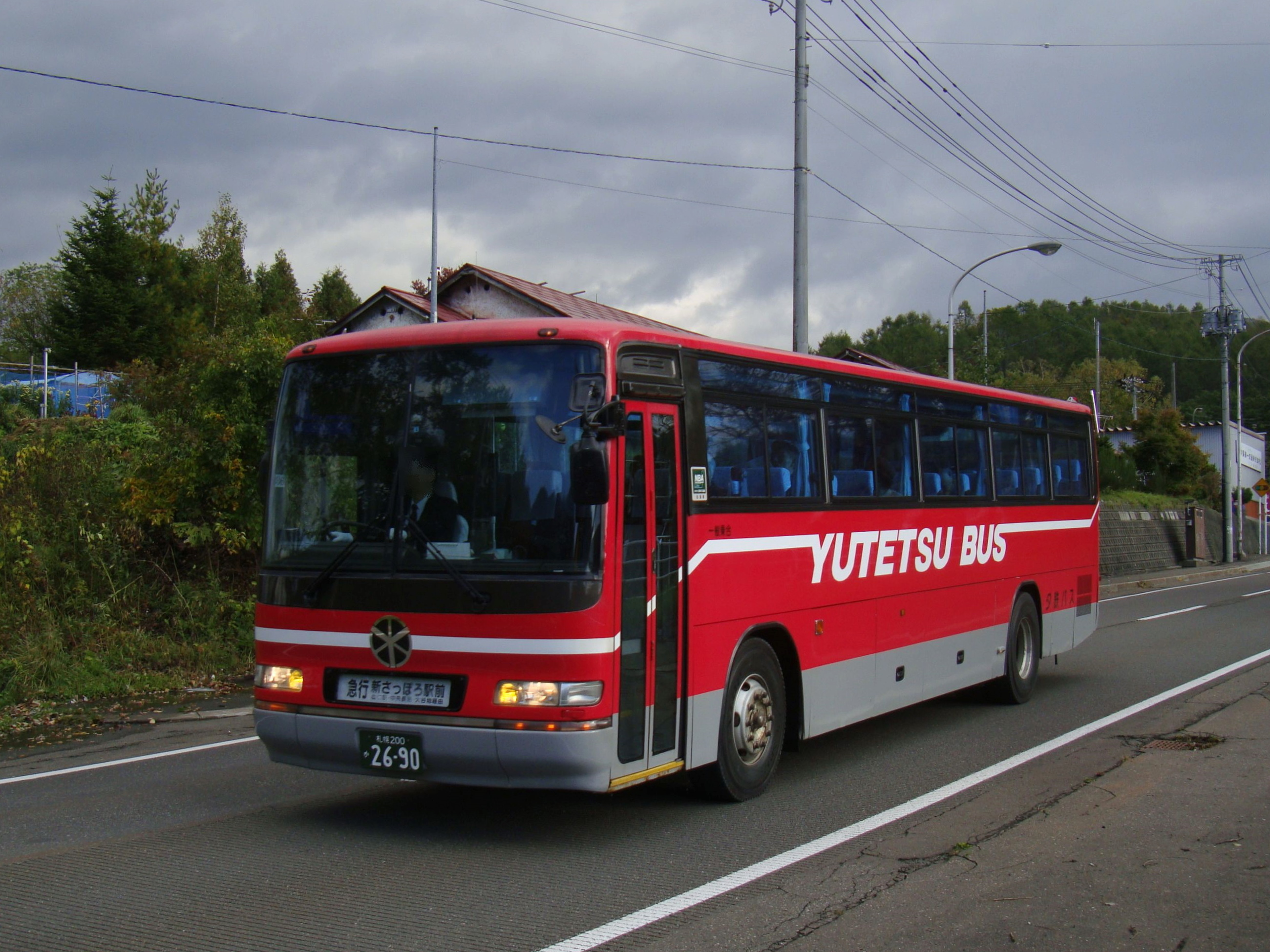
札幌急行線
- りすた - 清陵町 - 本社ターミナル - 由仁駅 - 中央長沼 - 新さっぽろ駅

かつては、栗山駅→由仁駅→中央長沼→新さっぽろ駅前の系統も存在したが、2017年（平成29年）10月1日改正で廃止。
2023年10月1日の改正にて、最後まで運行されていた、りすた - 新さっぽろ駅間の便を全便廃止。
札幌線 夕張発着（新札夕線）

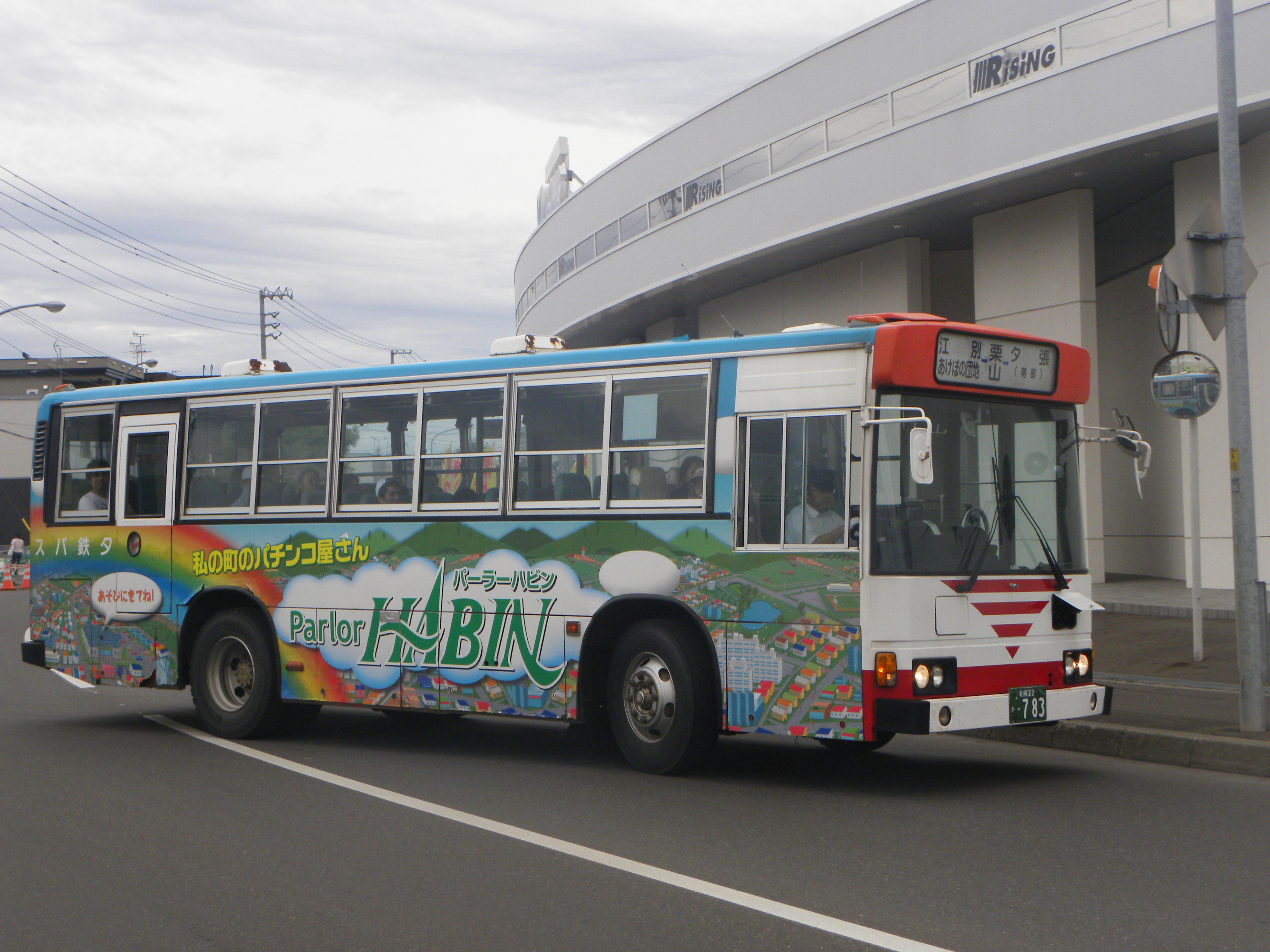
野幌バスターミナルを出発する札幌線・南部線直通

- 新夕張駅前 - （#夕張市内線と同経路） - 本社ターミナル - 富野 - 二岐橋 - 継立 - 角田本通 - 栗山高校 - 栗山駅 - 北長沼 - 南幌ビューロー - 南幌中学校前 - 晩翠 - 南幌温泉前 - あけぼの団地 - 江別駅前 - 一中前 - 5丁目通 - 高砂駅前 - 野幌バスターミナル - 野幌駅南口 - 酪農学園大学（国道） - とわの森三愛高校 - 新さっぽろ駅

2017年（平成29年）10月1日改正で夕張側の発着地を南部から変更、本社ターミナル→栗山駅の区間便を廃止。
2023年10月1日の改正にて廃止。
札幌線 栗山発着（札幌代行線）
- 栗山高校 - 栗山駅 - 北長沼 - 南幌ビューロー - 南幌中学校前 - 晩翠 - 南幌温泉前 - 下の月 - ゆめみ野 - 早苗別 - 一中前 - 5丁目通 - 高砂駅前 - 野幌バスターミナル - 野幌駅南口 - 酪農学園大学（国道） - とわの森三愛高校 - 新さっぽろ駅

栗山高校 - 栗山駅間は登校日のみ運行されていた。
2023年10月1日の改正にて廃止。

#### 運賃・乗車券に関する特記事項

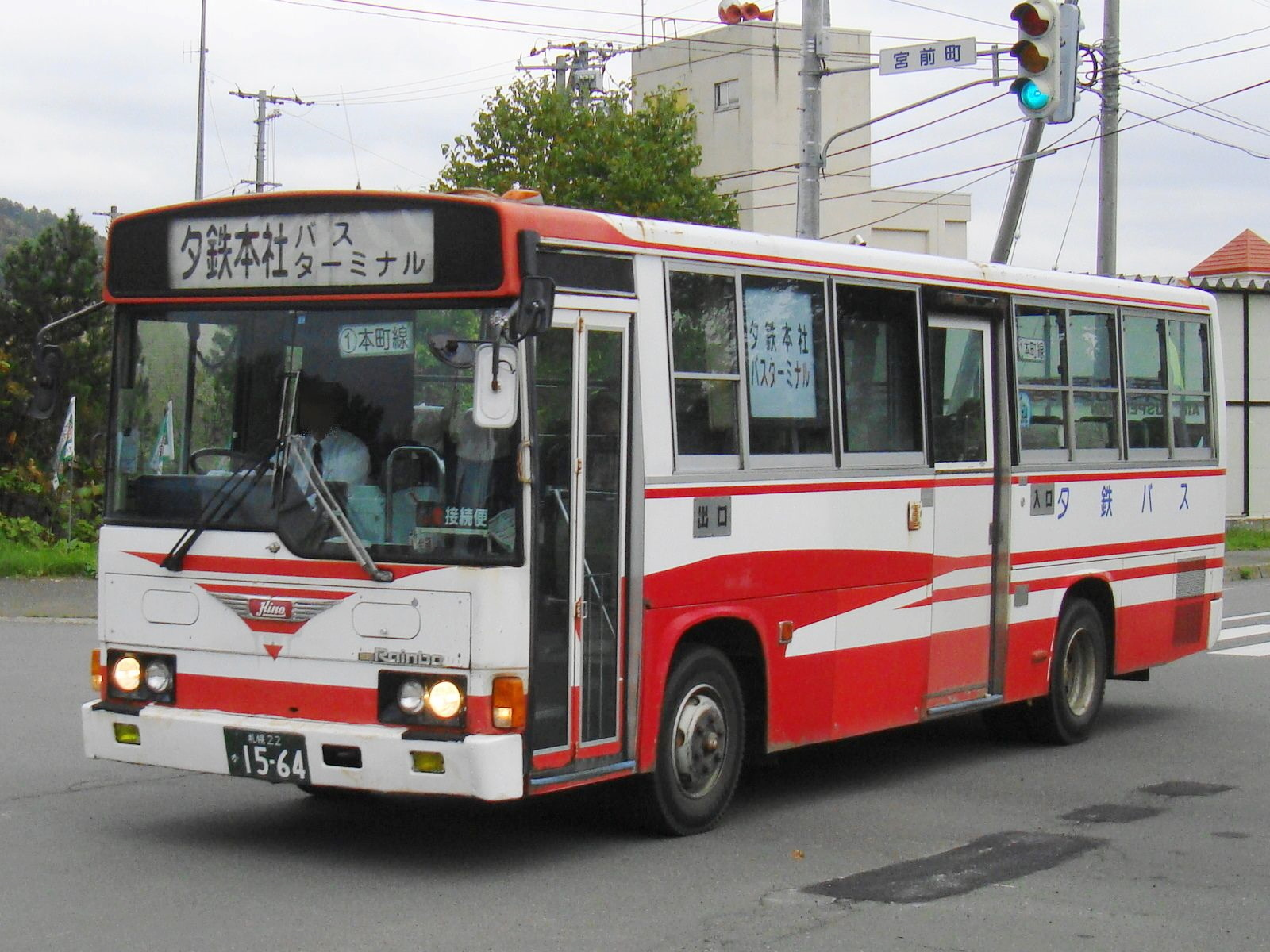
夕張市内線の一部車両には「札急接続便」と掲示されていた

札幌急行線と夕張市内線の指定便を本社ターミナルで乗り継ぐ場合、乗継割引が適用されていた。また石勝線夕張支線の代替系統は一部で乗り継ぎが生じるが、通し運賃で利用できる。
1982年（昭和57年）3月21日より札幌市交通局（札幌市営地下鉄）との連絡運輸（乗継割引）を開始。札幌線各系統にて札幌市内となる厚別東小学校から適用、新さっぽろ駅（新札幌バスターミナル）が乗継指定停留所・駅となる。
SAPICAなどの乗車カードは使用できない。夕鉄バスのみで使用できる紙の回数乗車券が発売される。札幌市が発行する敬老優待乗車証は紙の回数乗車券タイプが発行される。
JR石勝線夕張支線廃止による鉄道・バス運賃差額の激変緩和措置として、夕張市がJR北海道から受けた支援金を活用した特殊割引回数券が当面の間発売される。

### 貸切バス
貸切バス事業は通常は札幌運輸支局管内および苫小牧市、富良野市、勇払郡、空知郡南富良野町での発着が認められているが、貸切バス事業者安全性評価認定制度による優良事業者に限定した営業区域の弾力的な運用による特例で、2025年（令和7年）4月1日現在北海道全域となっている。車両は22台保有する。

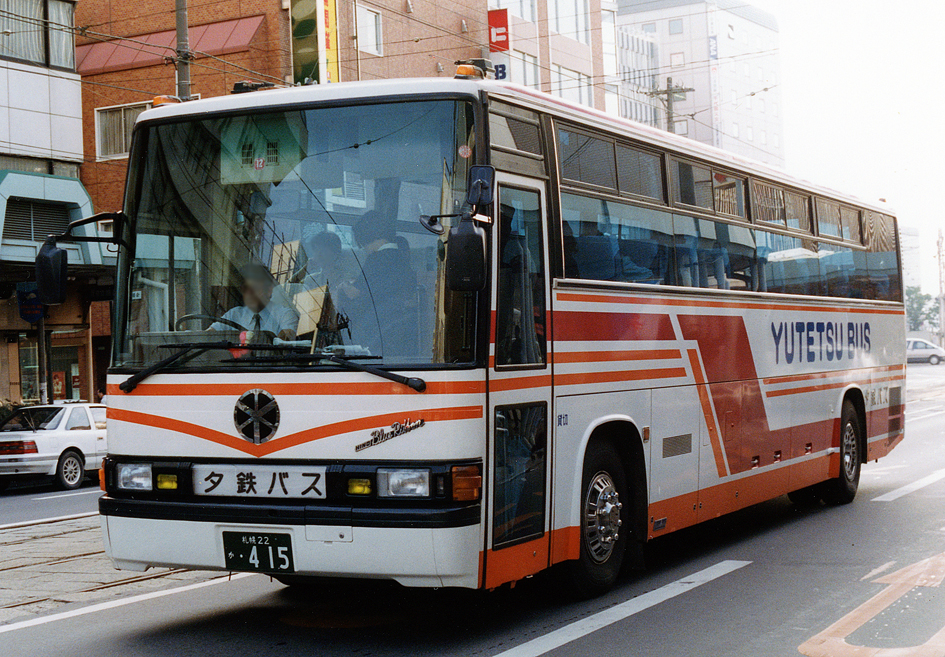
貸切バス 旧塗装 日野・ブルーリボン（1992年）
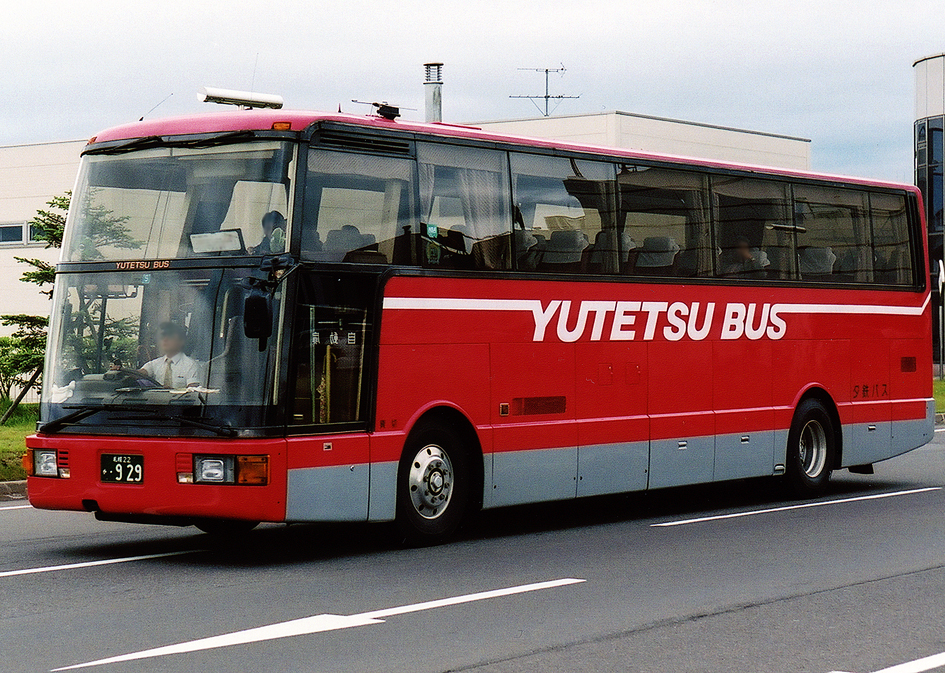
貸切バス 三菱ふそう・エアロクィーンK
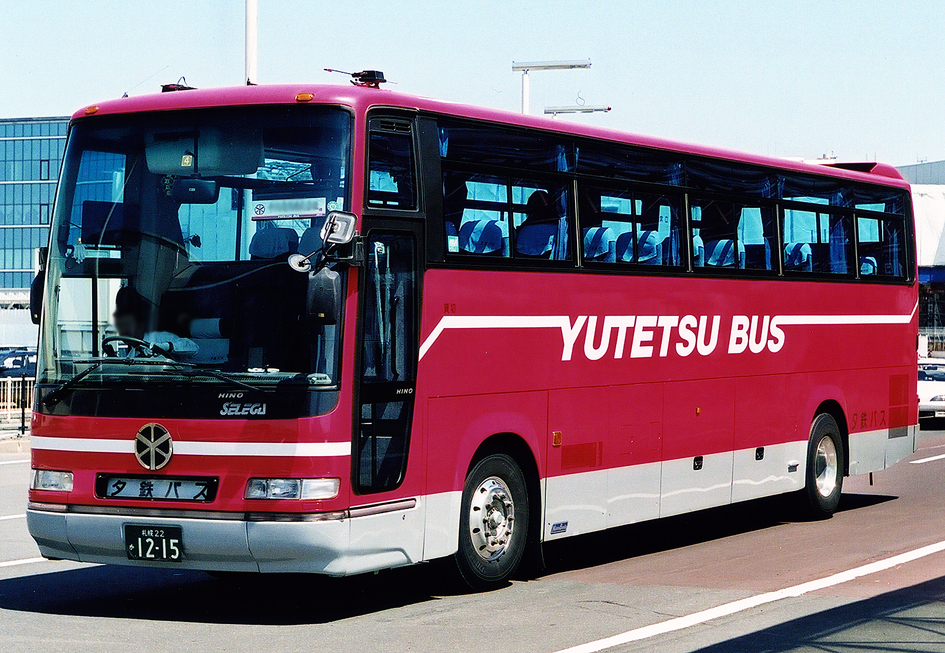
貸切バス 日野・セレガGD
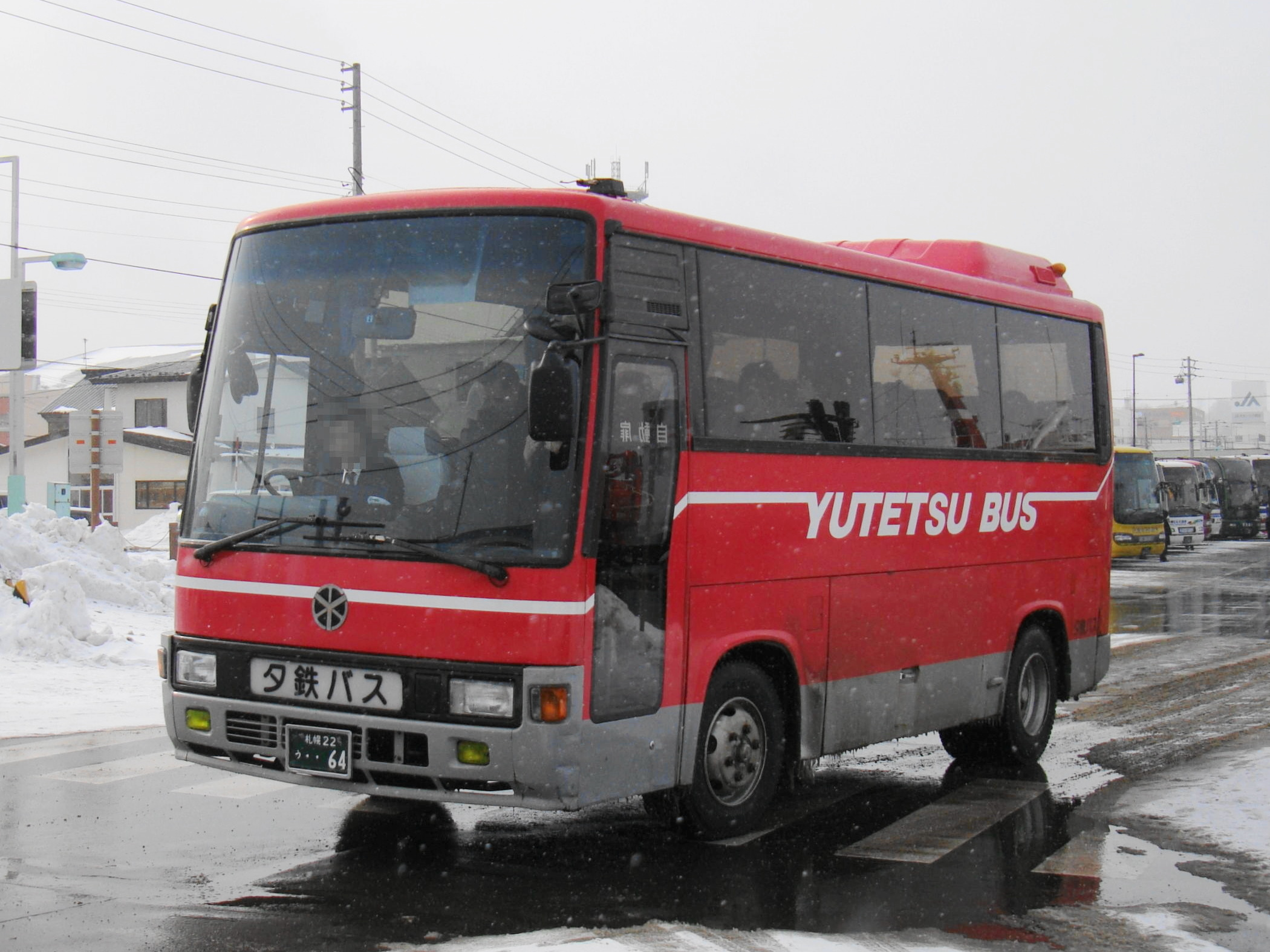
小型貸切バス 日野・レインボー

## 参考資料
- 『ゆうてつ50年のあゆみ』 夕張鉄道刊
- 写真・満田新一郎 文・三好好三 福川博英『続・昭和30年代バス黄金時代』（JTBパブリッシング 2006年）ISBN 4533065058